# Quest Braintainment
Quest Braintainment is een computerspel dat werd ontwikkeld door de Nederlandse computerspelontwikkelaar thePharmacy uit Uden voor de Nintendo DS. Het spel werd uitgegeven door Atari. De game is gebaseerd op rubrieken uit het gelijknamige Nederlandse populairwetenschappelijk tijdschrift Quest. De game bevat 1 313 vragen in 13 categorieën met 10 verschillende vraagvormen.
Quest Braintainment verkocht minder goed dan verwacht, wat een van de oorzaken was dat ontwikkelaar thePharmancy in 2011 faillissement moest aanvragen.